# Convento del Corpus Christi (Segovia)
La Antigua Sinagoga Mayor de Segovia fue un edificio religioso de Segovia, España. La construcción de la antigua sinagoga principal tuvo lugar a mediados del siglo XIV. A partir del siglo XV, fue confiscado por las autoridades y convertido en un convento de monjas de la orden de Santa Clara en 1419. El edificio fue completamente destruido por el fuego en 1899, y luego reconstruido.
En su interior se exponen cuadros de pintores como El milagro de la Eucaristía de Vicente Cutanda.

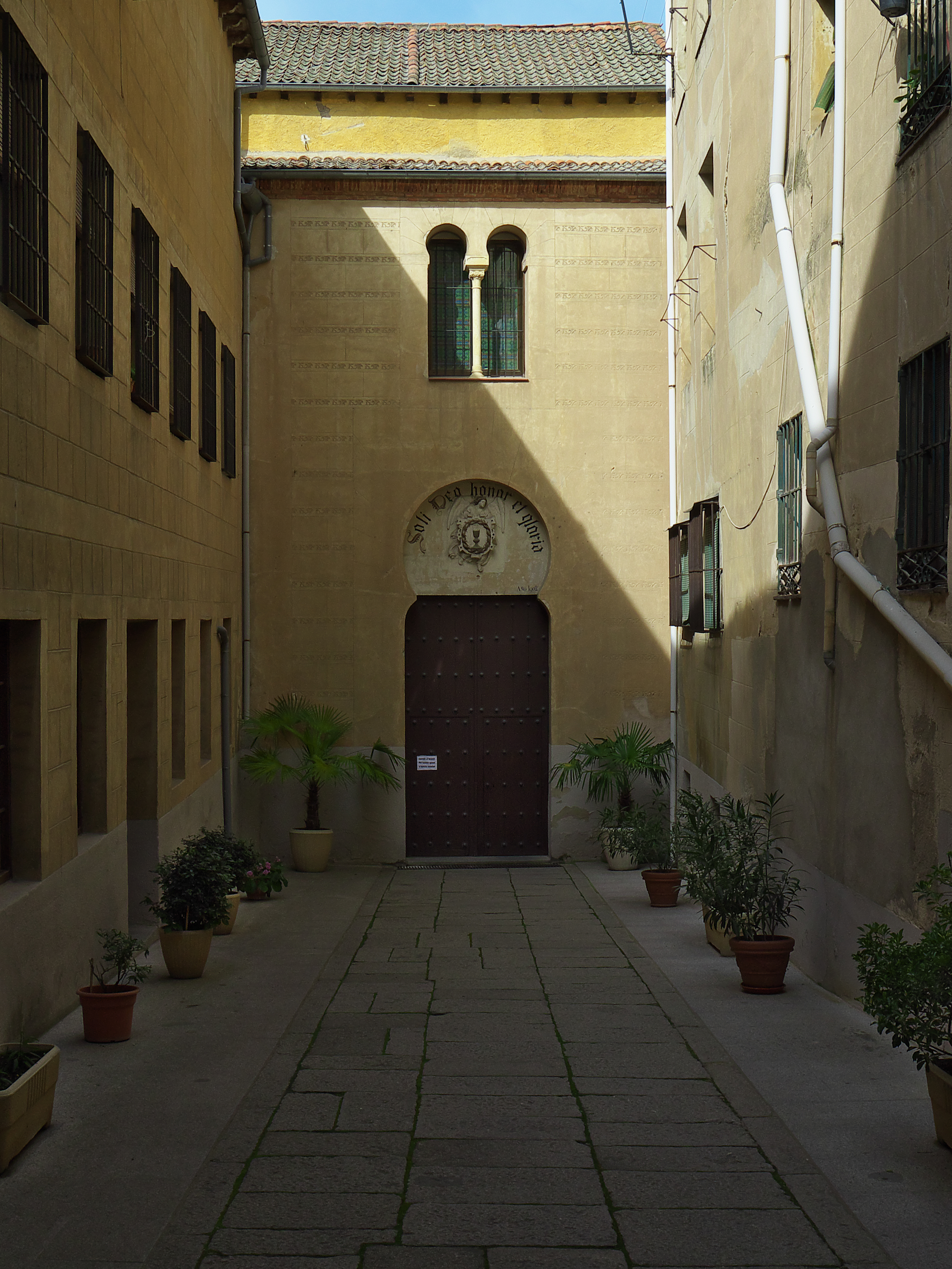
La entrada del convento del Corpus Christi en Segovia.

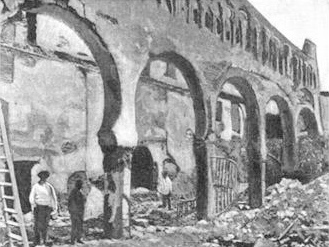
La sinagoga después de que fuera destruida en el incendio de 1899.

El Convento del Corpus Christi es un convento de clausura de hermanas Clarisas Franciscanas que se encuentra en la ciudad española de Segovia, en la comunidad autónoma de Castilla y León, España.